# Венелина Венева-Матејева
Венелина Венева удата Матејева (Русе 13. јун 1974) је бугарска атлетичарка специјалиста за скок увис.

## Каријера
Као веома талентована у свом зачетку, скочила је у дворани 1,93 м 1990, што је најбољи резултат у свету за спортисте од петнаест година. Постигнути резултат је поправила на 1,94 м тек 1995. Разочаравајући резултат је постигла на Олимпијским играма 1996. у Атланти скоком од 1,88 м и заузимањем 30 места.
Сезону 1997. је пропустила због порођаја.
Године 2001, скочила је 2,04 метара, девети апсолутни резултат за жене. Исте године освојила је бронзану медаљу на Светском првенству у дворани.
У периоду од 1991. до 2007. Венелина Венева је учествовала 3 пута на Летњим олимпијским играма, 9 на Светском првенству у атлетици (6 на отвореном и 3 у дворани) и 6 Европских првенстава (2 на отвореном и 4 у дворани).
У јануару 2007. Венева је била позитивна на тесту за тестостерон, а након тога је суспендована на две године ИААФ
После две године, по престанку суспензије Венева се вратила 27. маја 2009, када је учествовала на такмичењу у Атини. Била је друга са 1,89 м. Дана 14. јуна 2009. Венева је освојила по трећи пут (после 1995 и 2004) Првенство Бугарске у скоку увис резултатом 1,95 метара, чиме је испунила норму за учешће на Светском првенству 2009. у Берлину.

## Значајнији резултати
| Година | Такмичење                       | Место                        | Пласман | Резултат                 |
| ------ | ------------------------------- | ---------------------------- | ------- | ------------------------ |
| 1996   | Олимпијске игре                 | Атланта, САД                 | 30      | 1,88 м                   |
| 1998   | Европско првенство на отвореном | Будимпешта, Мађарска         | 5       | 1,92 м                   |
| 2000   | Олимпијске игре                 | Сиднеј, Аустралија           | 9       | 1,93 м                   |
| 2001   | Светско првенство у дворани     | Лисабон, Португал            | 3       | 1,96 м                   |
| 2001   | Светско првенство на отвореном  | Едмонтон, Канада             | 4       | 1,97 м                   |
| 2003   | Светско првенство на отвореном  | Париз, Француска             | 4       | 1,98 м                   |
| 2004   | Светско првенство у дворани     | Будимпешта, Мађарска         | 7       | 1,94 м                   |
| 2005   | Европско првенство у дворани    | Мадрид, Шпанија              | 3       | 1,97 м                   |
| 2005   | Светско првенство на отвореном  | Хелсинки, Финска             | 10      | 1,85 м                   |
| 2006   | Европско првенство на отвореном | Гетеборг, Шведска            | 2       | 2,03 м                   |
| 2007   | Европско првенство у дворани    | Бирмингем, Енглеска          | 3       | Касније дисквалификована |
| 2009   | Светско првенство на отвореном  | Берлин, Немачка              | 15      | 1,92 м                   |
| 2010   | Светско првенство у дворани     | Доха, Катар                  | 19      | 1,85 м                   |
| 2010   | Европско првенство на отвореном | Барселона, Шпанија           | 22      | 1,83 м                   |
| 2011   | Европско првенство у дворани    | Париз, Француска             | 7       | 1,92 м                   |
| 2011   | Светско првенство на отвореном  | Тегу, Јужна Кореја           | 21      | 1,85 м                   |
| 2012   | Европско првенство на отвореном | Хелсинки, Финска             | 12      | 1,80 м                   |
| 2012   | Олимпијске игре                 | Лондон, Уједињено Краљевство | =20     | 1,85 м                   |

### Успеси у националном првенству и Балканским играма
- Четвороструки првак Бугарске у скоку увис на отвореном: 1995, 2004.[2], 2009[3], 2010[4]
- Првак Бугарске у троскоку на отвореном: 1995.[2]
- Двоструки првак Бугарске у скоку увис у дворани: 1994, 1998.[5]
- Двоструки првак Балкана у скоку увис у дворани:2000, 2006[6]
- Првак Балкана на отвореном у скоку увис: 2003[7]